# Bleeding Edge
Bleeding Edge é um jogo eletrônico de ação em 3° pessoa com Combate Multiplayer em Arenas desenvolvido pela Ninja Theory e publicado pela Xbox Game Studios exclusivamente para Xbox One e Windows 10. O jogo foi lançado dia 24 de março de 2020 como parte do Xbox Play Anywhere.
Um Teste Alpha foi feito em 27 de Junho de 2019 para os inscritos no site Bleeding Edge.

## Desenvolvimento
Bleeding Edge começou a ser desenvolvido em meados de 2013, pela Ninja Theory, porém nunca passou de um pequeno projeto, o estúdio britânico nunca conseguiu achar uma publicadora que aceitasse o jogo, com isso sempre ficou apenas no papel o seu desenvolvimento, ao serem adquiridos pela Xbox Game Studios em 2018, a Microsoft deu carta branca ao estúdio, garantindo que ele fosse lançado tranquilamente, porém, sendo Exclusivo das plataformas Microsoft, que são Xbox One e o Windows 10 PC.
O jogo recebeu um Teste Alpha em Junho para os inscritos no site de Bleeding Edge para Xbox One, em Outubro foi realizado mais um teste, porém adicionando o Windows 10 PC via Microsoft Store. 
Bleeding Edge estava previsto pra ser lançado no Outono de 2020, podendo também ser portado para o Xbox series X e Xbox series s

## Jogabilidade
o Jogo terminou tendo 13 personagens para escolher, todos com ataques corpo a corpo, com alguns deles tendo ataques de alcance também. Todos os personagens são de uma das três classes: assassino , suporte ou tanque. 
Cada personagem possui 3 habilidades ou mais (como no caso do Makutu), e 2 supers a sua escolha, além de poderem escolher 3 dos slots de mod (com em torno de 20 em cada lutador para combinar, sendo cada slot cabendo 3 mods juntos) cujo podem ser configurados na oficina enquanto está fora de partida. Também todos compartilham 2 coisas:
A 1° seria o evade/stamina, com melees tendo geralmente 3 e híbridos e longo alcance geralmente 2, certos personagens usam a stamina para alterar modos, ativar um buff de outra forma como a buttercup cujo ganha velocidade e vida ao usar, mas tirando isso, movimentando enquanto aperta o botão para evade, você evita dano ou de ser pego por uma habilidade, mas usá-lo de forma atrasada ou errada não irá evitar de ser atingindo, assim como diz o tutorial "use sabiamente", ja que também usá-lo demais irá fazer com que não use por um curto tempo ja que a cada uso é uma recarga a mais para posteriormente poder usar de novo.
Já o 2° seria o parry, que foi adicionado no final da beta, que basicamente quando aperta o botão de evade enquanto não se mover, se apertado no momento certo, irá bloquear o ataque e irá ganhar uma barra de stamina como recompensa. os tanques (com exceção do El Bastardo) usam o evade para as habilidades e são os únicos que não conseguem bloquear ataques, cujo também em certas habilidades é possível usar o parry para também bloquea-las.
Os mapas também conseguem diversificar a jogabilidade, com armadilhas mortais a disposição (vindas de momento em momento ou necessitando de serem ativadas manualmente, ou até mesmo poderem ser usadas para transporte), além de power ups espalhados em pontos específicos no mapa que podem lhe trazer uma vantagem a mais (com exceção do buff de defesa cujo está com problemas, pois reduz a cura recebida, isso sendo um problema do atributo de defesa em si, ja que uma super do ZeroCool que aumenta a defesa de aliados também reduz a cura, tente evitar este power up, testes pela comunidade comprovaram isso), pontos do mapa podem também auxiliar na mobilidade ou no posicionamento como no caso dos lutadores de longa distância. 
No geral, usar o mapa a seu favor é um bom negócio que pode te auxiliar a vencer, mas o essencial é um trabalho em equipe mais efetivo que do adversário, sendo o uso dos mapas pela equipe um fator a mais para a vitória ja que usar e evitar certos pontos ajudam na hora de ter maiores chances de vencer. os modificadores de mapa também conseguem influenciar em como uma partida pode se desenrolar ja que adicionam vantagens e perigos a mais ao mapa, are certos lutadores compensam usar por conta de certos modificadores.  

## Lançamento
Bleeding Edge recebeu Testes e Demos no Xbox One ainda em 2019, mas seu lançamento oficial só seria concluído em 2020, exclusivamente para Xbox One e Windows 10. 
Bleeding Edge é o primeiro jogo de ação multiplayer feito pela Ninja Theory, o jogo já se encontrava sendo desenvolvido desde meados de 2013, mas por falta de financiamento e empresas para publicar o jogo, nunca conseguiu ser anunciado ou lançado, ao serem comprados pela Xbox Game Studios em 2018, o estúdio pôde ter liberdade criativa (além do possível, mas visível despreparo) de lançá-lo, e como o jogo é publicado pela Microsoft e Xbox Game Studios, ele se torna exclusivo das plataformas Xbox One e Windows 10, podendo também receber uma versão para Project Scarlett no final de 2020.

Bleeding Edge recebeu sua data de lançamento no evento X019, da Xbox, e foi lançado dia 24 de março de 2020, exclusivamente para Xbox One e Windows 10.
O jogo contou com 2 Betas em Fevereiro e Março para o Xbox One, e quem fez a Pré-Venda do jogo ou foi assinante do Xbox Game Pass e que jogou no lançamento, obteve um pacote contendo 3 skins, para o ZeroCool, Nidhöggr e ButterCup.

## Os 4 Meses de atualizações
Sim, foi isso o que jogo desde o lançamento teve de atualizações, que por sinal foram boas e estavam trazendo melhorias ao jogo de pouco em pouco, os outros 6 do mesmo ano ninguém possui uma ideia concreta do que possa ter acontecido dentro do estúdio além de possíveis problemas ja que os próprios desenvolvedores não falavam absolutamente nada durante este tempo, enquanto estava lá parte da pequena comunidade preocupada com o que estava acontecendo. No fim, infelizmente foi anunciado no twitter official de Bleeding Edge que deixariam de fazer atualizações para o jogo em janeiro de 2021.
E o jogo terminou com um balanceamento até aceitável, 2 mapas e lutadores a mais foram adicionados, uma leaderboard( cujo atrapalhou mais o matchmaking de acordo com os players competitivos), mudanças de dia e noite nos mapas, uma fila personalizada (na qual necessita de mais 7 para jogar com você) e um rework no Makutu, 2 modos de jogo (estes desde a beta) e a adição de modificadores de mapa. Há algumas animações no canal da Ninja Theory apresentando mais alguns personagens de forma um pouco mais breve, a trilha sonora (entregue de forma atrasada) foi disponibilizada também para spotify, mas é possível encontrar no Youtube.
Recentemente o suporte nos forums do site do jogo foi desativado também, mas ainda é possível ver todas as postagens feitas na aba pelos jogadores. Os servidores em questão estão de pé pelo menos sem data para fechar no momento, caso tenha Xbox game pass, pode experienciar o jogo ja que alguns jogadores ainda jogam, mas infelizmente não em qualquer horário. 
Features básicas como ranqueada e até mesmo um modo customizável era uma das mais pedidas, especialmente vendo com é o jogo, mas infelizmente nunca pode ver a luz do dia, talvez se existisse, poderia ter dado uma vida a mais ao jogo, mas planejamento também aparentou em falta ja que nem um roadmap existiu para o game, o que ajudou na impopularidade do jogo como também falta de um pouco mais de modos, Marketing escasso também pode ser outro fator ja que poucos ouviram falar sobre o jogo.
Mesmo ainda possuindo problemas, valem apena dar uma chance ao jogo enquanto jogável, mesmo que por conquistas cujo é bem fácil.
Tomara que o studio de uma chance para a IP algum dia, é notável o trabalho bem feito dos desenvolvedores, talvez com mais polimento é ter adicionado features básicas junto com um pouquinho a mais de conteúdo, talvez poderia ter tido outra situação, mas infelizmente não foi esse o caso.